# Shoshong
Shoshong est une ville de l'est du Botswana qui fait partie du District central.
Lors du recensement de 2011, elle comptait 9 678 habitants.